# Crucified Barbara
Crucified Barbara és un grup de Hard Rock i Heavy Metal suec format per dones d'Estocolm el 1998. La seva música és una barreja entre Hard Rock, Heavy Metal i Rock'n'Roll.
Crucified Barbara van començar el 1998 com un grup de Punk Rock, però ràpidament van arribar a un estil musical cap al Hard Rock. Les gravacions van tenir lloc a Kritianopel, Suècia, en els estudis Pama/Blakk Record amb el productor Mankan Sedenberg, en la primavera del 2004. El single "Losing the Game" va ser llançat el 8 de desembre de 2005 i va arribar directament el número vuit en la llista d'èxits suecs, i el seu vídeo va ser gravat i produït per M Industries. El seu àlbum debut, In Distortion We Trust, va ser llançat a Suècia el 19 de gener, i ara està de nou a la venda en molts països, incloent-hi el Regne Unit, França, Alemanya i Holanda. A més a més, van participar en el disc tribut a Motörhead, St. Valentine's Day Massacre, amb la cançó "Killed by Death". El novembre del 2006 van fer de teloneres per a Motörhead i Clutch.
En el novembre de 2006, va fer gira amb Motörhead i amb Clutch. Van actuar al Festival de Heavy metal Sweden Rock Festival el juny del 2006 i posteriorment el 2009, amb grups com Heaven and Hell, In Flames i Dream Theater.

## Discografia
| Títol                            | data de publicació | Format              |
| In Distortion We Trust           | Gener del 2005     | Àlbum               |
| "Losing The Game"                | 2005               | Simple (àlbum 2005) |
| "Rock'n'Roll Bachelor"           | 2005               | Simple (àlbum 2005) |
| "Play Me Hard"                   | 2006               | Simple (àlbum 2005) |
| Til Death Do Us Party            | Febrer del 2009    | Àlbum               |
| "Sex Action"                     | 2008               | Simple (àlbum 2009) |
| "Jennyfer"                       | 2009               | Simple (àlbum 2009) |
| "Heaven Or Hell"                 | 2010               | Simple (aïllat)     |
| The Midnight Chase               | Maig del 2012      | Àlbum               |
| "Into The Fire"                  | 2012               | Simple (àlbum 2012) |
| In The Red                       | Setembre del 2014  | Àlbum               |
| "To Kill A Man"                  | 2014               | Simple (àlbum 2014) |
| "Electric Sky"                   | 2014               | Simple (àlbum 2014) |
| "I Sell My Kids For Rock'n'Roll" | 2014               | Simple (àlbum 2014) |